# Кызыл-Яр (Буздякский район)
Кызыл-Яр (баш. Ҡыҙылъяр) — деревня в Буздякском районе Республики Башкортостан Российской Федерации. Входит в состав Тюрюшевского сельсовета. 

## География

### Географическое положение
Расстояние до:
- районного центра (Буздяк): 52 км,
- центра сельсовета (Тюрюшево): 7 км,
- ближайшей ж/д станции (Буздяк): 51 км.

## Население
| 2002 | 2009 | 2010 |
| ---- | ---- | ---- |
| 243  | ↘201 | ↘174 |

Согласно переписи 2002 года, преобладающая национальность — татары (77 %).